# Clonaria massauensis
Clonaria massauensis är en insektsart som först beskrevs av Giglio-Tos 1910.  Clonaria massauensis ingår i släktet Clonaria och familjen Diapheromeridae. Inga underarter finns listade i Catalogue of Life.